# Sarcophaga kawayuensis
Sarcophaga kawayuensis är en tvåvingeart som beskrevs av Tadao Kano 1950. Sarcophaga kawayuensis ingår i släktet Sarcophaga och familjen köttflugor. Inga underarter finns listade i Catalogue of Life.